# Amir Dembo

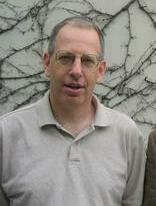
Amir Dembo, 2008

Amir Dembo  (* 25. Oktober 1958 in Haifa)  ist ein israelisch-US-amerikanischer Mathematiker, der sich mit Wahrscheinlichkeitstheorie befasst. Er ist Professor an der Stanford University.

## Leben
Dembo studierte Elektrotechnik am Technion mit dem Bachelor-Abschluss summa cum laude 1980 und  er wurde 1986 bei David Malah am Technion in Elektrotechnik promoviert (Design of Digital FIR Filter Arrays). Ab 1990 war er Assistant Professor für Statistik in Stanford (und 1992 Gastprofessor in der Fakultät für Statistik in Berkeley), 1994 bis 1996 Professor am Technion (Abteilung Elektrotechnik) und ab 1996 Associate Professor und ab 2001 Professor in Stanford in der Fakultät für Mathematik und Statistik. Seit 2012 ist er Marjorie Mhoon Fair Professor of Quantitative Science.
Er befasst sich mit stochastischen Prozessen, Theorie großer Abweichungen in der Wahrscheinlichkeitstheorie und Anwendungen wie neuronalen Netzwerken oder Sequenzanalyse in der Genetik.
Dembo ist Fellow des Institute of Mathematical Statistics. Er war Mitherausgeber der Annals of Probability (1994 bis 2000), der Annals of Applied Probability (2000 bis 2002), des Electronic Journal of Probability und von Probability and Related Fields (2005 bis 2010). Dembo war Invited Speaker auf dem Internationalen Mathematikerkongress in Madrid 2006 (Simple random covering, disconnection, late and favorite points). 2022 wurde er in die National Academy of Sciences gewählt, 2023 in die American Academy of Arts and Sciences.
Zu seinen Doktoranden gehören Scott Sheffield und Jason P. Miller.
Dembo ist US-Staatsbürger.

## Schriften
- mit Ofer Zeitouni: Large Deviation Techniques and applications, Springer 1998, 2010
- mit Zeitouni: Large Deviations and Applications, in D. Kannan, Lakshmikantham (Hrsg.) Handbook of Stochastic Analysis and Applications, Marcel Dekker 2002
- Favorite points, cover times and fractals, in 33. St. Flour probability summer school, LN mathematics 1869, Springer 2005
- High density associative memories, in M. Hassoun, Associative Neural Memories: Theory and Implementation, Oxford University Press 1993